# Церква Різдва Пресвятої Богородиці (Мишківці)
Церква Різдва Пресвятої Богородиці в Мишківцях — парафія і храм Вишнівецького благочиння Тернопільської єпархії Православної церкви України в селі Мишківці Тернопільського району Тернопільської области.

## Історія церкви
У 1903 році громада села Мишківці розпочала збір коштів на будівництво власної церкви. Вони придбали невеликий дерев'яний храм Покрови Пресвятої Богородиці в селі Залісці Кременецького повіту. Розібрану святиню перевезли та зібрали в Мишківцях, над бабинцем збудували дзвіницю і замовили чотири дзвони.
Храм пережив дві світові війни, не зазнавши руйнувань. У 1998 році віряни одноголосно вирішили перейти до УПЦ Київського Патріархату.
Ліворуч від входу до храму стоїть високий дубовий хрест з написом: «Воїнам ОУН-УПА, які загинули в боях з більшовицькими окупантами». При в'їзді до села розташований ще один хрест, відомий як «Фігура», освячений у 1998 році.

## Парохи
- о. Олексій Вознюк,
- о. Володимир Стецюк,
- о. Анатолій Залізницький,
- о. Ярослав Бойчун,
- о. Анатолій Казновецький,
- о. Павло Павлюк,
- о. Миколай Волохатий,
- о. Петро Кіт (з 1998).